# Cadlinidae
Cadlinidae Bergh, 1891 è una famiglia di molluschi nudibranchi.

## Tassonomia
La famiglia Cadlinidae attualmente comprende tre generi:
- Aldisa Bergh, 1878
- Cadlina Bergh, 1878
- Inuda Er. Marcus & Ev. Marcus, 1967

In passato la famiglia era suddivisa in due sottofamiglie, Cadlininae e Lissodoridinae, ora considerati dei sinonimi, la prima di questa famiglia, mentre la seconda della famiglia Chromodorididae.